# Bernard Joseph Cahour
Pour les articles homonymes, voir Cahour.
Bernard Joseph Cahour, né le 27 novembre 1878 à Château-Gontier et mort le 15 juillet 1957 à Laval, est un bibliothécaire et écrivain français

## Biographie

### Origine
Il est le fils d'Abel Cahour, avocat, qui exerce la charge de maire de Château-Gontier de 1914 à 1919, et de Pauline Frette Damicourt, ainsi que le petit-fils de Pascal Cahour, capitaine au long cours, maire de Saint-Nazaire et consul d'Haïti, et petit-neveu du chanoine Abel Cahour. Son frère Pierre Cahour, médecin-chef de l'hôpital et hospice Saint-Joseph de Château-Gontier de 1938 à 1950, est le père de Claude Pompidou.

### Carrière
Licencié es lettres, il est bibliothécaire de la ville de Laval de 1906 à 1942. Il pouvait enseigner la latin, le grec, le français, l'espagnol et l'allemand. Il est l'auteur de plusieurs ouvrages. 
Son fils, Jean Cahour, né en 1907 à Laval, est mort pour la France pendant la Seconde Guerre mondiale.

## Publications
- Résumé de la syntaxe du latin à l'usage des élèves de classes de rhétorique, 32 p. Laval, "en dépôt à la Librairie-Papeterie Brault", 1902.
- Répertoire des ouvrages relatifs à la Mayenne et à la Sarthe existant à la Bibliothèque de Laval au 1er août 1913, dressé par Joseph Cahours,..., Laval, M. Bonal, 1914. - In-4.
- Notice sur la bibliothèque de Laval, son histoire, ses conservateurs, ses collections, ... , Laval, impr. de L. Beaumont, 1916. In-8 °, 24 p.
- Notice historique sur la bibliothèque de Laval. 2e édition, Laval, impr.-librairie Goupil, In-8, 32 p., 1922
- Recherches sur les provenances des collections de la bibliothèque de l'abbaye de Solesmes, Bulletin de la Commission historique et archéologique de la Mayenne, 1923.
- De l'emploi du latin comme langue internationale, Laval, Polycopié par les soins de M. Bonnal, 47, rue de l'Hôtel-de-Ville , 1924. In-16, 9 p.
- Les Écoles et Pensionnats privés au XIXe siècle, Laval, Impr. Goupil , 1924. In-8, 39 p.
- Notice sur la Trinité de Château-Gontier, Bulletin de la Commission historique et archéologique de la Mayenne, 1924.
- Jeanne d'Arc dans la littérature étrangère (Shakespeare et Schiller), Laval, polycopié par les soins de l'auteur , 1925. In-8, 28 p. [Sous le pseudonyme de J. Bernard], Jeanne d'Arc dans la littérature étrangère, le roi Henri VI de Shakespeare et la pucelle d'Orléans de Schiller, Semaine religieuse de Laval.
- Les Dernières Croisades et l'Europe musulmane au Moyen Âge, Laval, polycopié par les soins de l'auteur[4], 1926. (6 janvier 1927.) In-8, 89 p.
- Notice sur la commune de Laigné, Laval : polycopié par les soins de l'auteur, 1926. (6 janvier 1927.), In-8 °, 32 p.
- Manuel pour l'étude de la langue latine, adaptée aux usages de la vie moderne, Laval, impr. E. Larault ; Paris, éditions de la Pensée latine, 134, rue Broca , 1928. (17 janvier 1929.) In-16, 244 p.
- Notice sur Grenoux (Mayenne), Laval, impr. de E. Brault 1930. In-8 °, 26 p.